# Activación electrostática neumática
La activación electrostática neumática es un método de actuación para la formación de membranas finas en dispositivos MEMS y MOEMS. Este método se beneficia de la operación a alta velocidad y bajo consumo de energía. también puede causar grandes deflexión en membranas finas. Electrostática-neumático de dispositivos MEMS suelen constar de dos membranas con una cavidad sellada en el medio. Una membrana llamada actuador se desvía en la cavidad por electrostática presión para comprimir el aire y aumentar la presión de aire. La elevación de la presión empuja el otro de la membrana y la causa de la forma de la bóveda. Con directa electrostática de actuación en la membrana, una forma cóncava que se logra.
Este método se utiliza en MEMS espejos deformables para crear espejos convexos y cóncavos. accionamiento electrostático-neumático puede duplicar máximo desplazamiento de una membrana delgada en comparación con sólo membrana accionada electrostática.

Además, la ventaja mecánica es posible por uso de electrostático-neumático actuation. Desde la cavidad está llenada con aire, la amplificación mecánica es más baja que maquinaria hidráulica con un fluido no compresible.